# مسطحة العنق القطعاء
مُسطحة العُنق القَطْعاء (بالإنجليزية: Deroplatys truncata)‏ هي إحدى أنواع حشرة فرس النبي، حيثُ تتبع لجنس مسطحة العنق.